# Mormia alpina
Mormia alpina är en tvåvingeart som beskrevs av Wagner och Salamanna 1983. Mormia alpina ingår i släktet Mormia och familjen fjärilsmyggor.
Artens utbredningsområde är Frankrike. Inga underarter finns listade i Catalogue of Life.